# Коле Вампа (Фрозиноне)
Коле Вампа је насеље у Италији у округу Фрозиноне, региону Лацио.
Према процени из 2011. у насељу је живело 18 становника. Насеље се налази на надморској висини од 139 м.